# Киселице (гмина)
Киселице (пол. Kisielice) — городско-сельская гмина (волость) в Польше, входит как административная единица в Илавский повет, Варминьско-Мазурское воеводство. Население — 6078 человек (на 2018 год).

## Демография
| Перепись  | Всего   | Всего | Мужчины | Мужчины | Женщины | Женщины | Плотность населения |
| --------- | ------- | ----- | ------- | ------- | ------- | ------- | ------------------- |
| Единицы   | человек | %     | человек | %       | человек | %       | (чел./км²)          |
| Население | 6078    | 100   | 3118    | 51,3    | 2960    | 48,7    | 35                  |
| Городское | 2135    | 35,1  | 1080    | 50,6    | 1055    | 49,4    | 634                 |
| Сельское  | 3943    | 64,9  | 2038    | 51,7    | 1905    | 48,3    | 23                  |

## Сельские округа
1. Бискупички
2. Бутово
3. Горынь
4. Йендрыхово
5. Климы
6. Кшивка
7. Лимжа
8. Ленгово
9. Лодыгово
10. Огродзенец
11. Плавты-Вельке
12. Собеволя
13. Трупель
14. Воля

## Поселения
1. Былины
2. Кантово
3. Валдово
4. Стары-Фольварк
5. Новы-Фольварк
6. Галиново

## Памятники истории и культуры
Киселице:
- городская планировка Старого Города XIV века.
- костёл Божьей Матери Царицы Мира XIV, XVI—XIX веков. Построен в 1331—1334 годах из красного кирпича в готическом стиле. Однонефная церковь. Башня пристроена в XIX веке. Со времен Реформации до 1954 года — лютеранская церковь. Во время Второй Мировой войны здание сгорело. Реконструирован в 1958—1960 годы.
- церковное кладбище.
- школа 1925 года по улица Дашиньского, 3.
- дома постройки примерно 1910 года по улице Железнодорожной 7, 9, 11/11а, 13.

Кшивка:
- Усадебный комплекс XIX—XX веков, включающий в себя усадьбу и парк

Ленгово:
- Костёл Непорочного зачатия Пресвятой Девы Марии

Плавты-Вельке:
- Дворцовый парк с остатками фундаментов зданий (дворец, старинная усадьба и часовня) XVIII—XIX веков

Трупель:
- Лютеранское кладбище, ок. 1850 г.
- Погребальная часовня рода Альберс, 1850[1]

## Соседние гмины
1. Гмина Бискупец
2. Гмина Гардея
3. Гмина Илава
4. Гмина Ласин
5. Гмина Прабуты
6. Гмина Суш